# Чаєнн-Веллс (Колорадо)
Чаєнн-Веллс (англ. Cheyenne Wells) — місто (англ. town) в США, в окрузі Шаєнн штату Колорадо. Населення — 758 осіб (2020).

## Географія
Чаєнн-Веллс розташований за координатами 38°49′9″ пн. ш. 102°21′7″ зх. д. / 38.81917° пн. ш. 102.35194° зх. д. (38.819202, -102.352030).  За даними Бюро перепису населення США в 2010 році місто мало площу 2,77 км², уся площа — суходіл.

## Демографія
Згідно з переписом 2010 року, у місті мешкало 846 осіб у 381 домогосподарстві у складі 222 родин. Густота населення становила 305 осіб/км².  Було 429 помешкань (155/км²).
Расовий склад населення:
| - 94,1 % — білих - 0,9 % — азіатів - 0,8 % — корінних американців - 2,7 % — осіб інших рас |

До двох чи більше рас належало 1,4 %. Частка іспаномовних становила 8,5 % від усіх жителів.
За віковим діапазоном населення розподілялося таким чином: 21,9 % — особи молодші 18 років, 59,0 % — особи у віці 18—64 років, 19,1 % — особи у віці 65 років та старші. Медіана віку мешканця становила 45,2 року. На 100 осіб жіночої статі у місті припадало 92,7 чоловіків;  на 100 жінок у віці від 18 років та старших — 89,4 чоловіків також старших 18 років.
Середній дохід на одне домашнє господарство  становив 51 064 долари США (медіана — 43 750), а середній дохід на одну сім'ю — 62 681 долар (медіана — 55 682). Медіана доходів становила 39 896 доларів для чоловіків та 34 250 доларів для жінок. За межею бідності перебувало 13,0 % осіб, у тому числі 11,9 % дітей у віці до 18 років та 13,1 % осіб у віці 65 років та старших.
Цивільне працевлаштоване населення становило 402 особи. Основні галузі зайнятості: освіта, охорона здоров'я та соціальна допомога — 21,4 %, сільське господарство, лісництво, риболовля — 19,4 %, будівництво — 10,0 %, мистецтво, розваги та відпочинок — 8,2 %.